# Gustav Scharlach

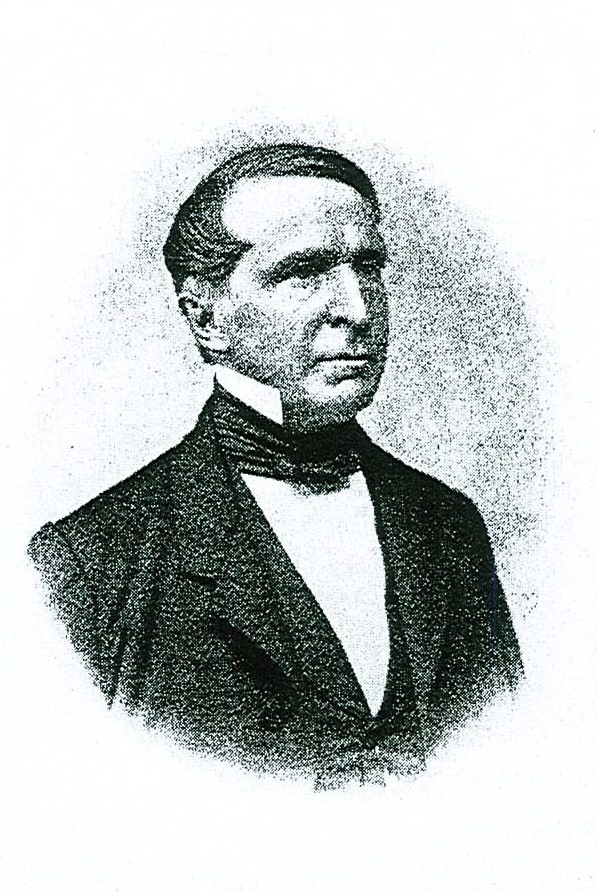
Gustav Scharlach

Gustav Scharlach (* 6. März 1811 in Hannover; † 10. März 1881 in Hann. Münden) war ein deutscher Verwaltungsjurist im Königreich Hannover und ab 1866 in der Provinz Hannover.

## Leben
Scharlach studierte ab 1829 Rechtswissenschaft an der Georg-August-Universität Göttingen. Er wurde zunächst im Corps Frisia aktiv und trat am 15. April 1832 dem Corps Hannovera bei. Mit Otto von Bismarck, der am 6. Juli 1832 Hannoveraner wurde, verstand er sich. Die Freundschaft hielt bis zu Scharlachs Tod. Sie war von Besuchen und intensiven Briefwechseln geprägt. Dabei bedienten sie sich auch der Göttinger Kneipnamen. Scharlach wurde also von Bismarck als Giesecke adressiert und beide verwendeten in ihrer Korrespondenz hinsichtlich der Corpsbrüder oft deren Kneipnamen. Der Briefwechsel ist in der schnodderigen Studentensprache der Zeit gehalten.
Scharlach wurde 1833 zunächst Amtsauditor im Amt Reinhausen. 1844 wurde er als Amtsassessor Inspektor des Staatsgefängnisses in Hildesheim. Ab 1853 war er als Regierungsrat an der Landdrostei Aurich beschäftigt. Ab 1865 war er  Amtshauptmann des Amtes Münden, das später zum Kreis Münden kam.
Er war der Schwiegersohn von Carl Julius Blumenhagen, seinem Amtsvorgänger in Hann. Münden.

## Schriften

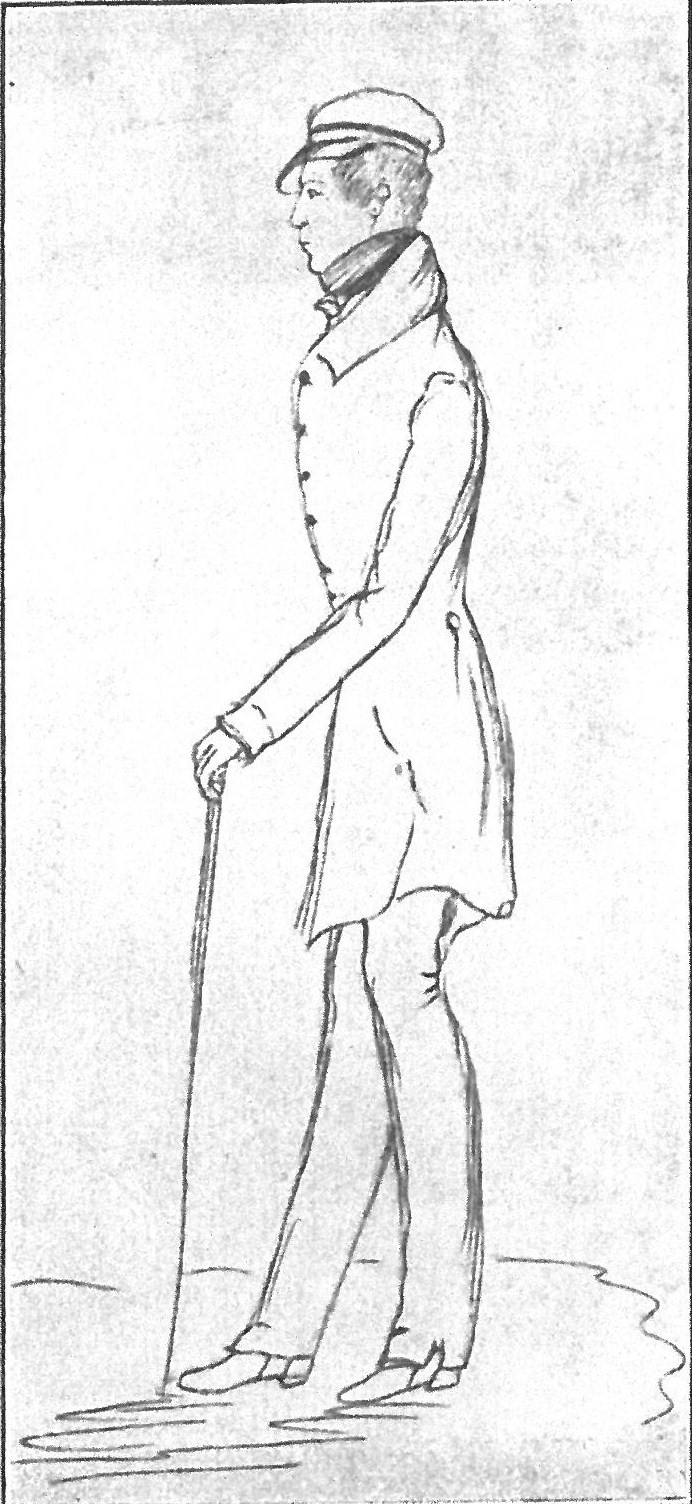
Bismarck als Student in Göttingen 1832/33 (Zeichnung von Gustav Scharlach)

- Vom jungen Bismarck – Briefwechsel Otto von Bismarcks mit Gustav Scharlach, Alexander Duncker Verlag, Weimar 1912 (Digitalisat bei Commons)

## Ehrungen
- Geh. Regierungsrat